# Salsa alla napoletana
La salsa alla napoletana, detta talvolta semplicemente salsa napoletana, è il nome attribuito fuori dai confini nazionali a vari tipi di salsa a base di pomodoro, comuni nel mezzogiorno italiano sul finire del XIX secolo.

## Descrizione
Ciò che in Italia, e segnatamente a Napoli, viene definita semplicemente salsa, in molte parti del mondo, ancor oggi, è detta in questo modo. Nella ricetta entrano di volta in volta: foglie di basilico, origano, aglio, olive oppure altri ingredienti, e ciò in funzione dei gusti personali.
Si tratta con ogni probabilità di salse che sono il retaggio della emigrazione di milioni di italiani del meridione, tra la fine del XIX e il principio del XX secolo. Tutte queste tipologie di salse si caratterizzano per l'essere preparazioni di natura vegetariana, se non nell'idea certamente nei fatti.